# Salinti
Salinti (Salynthius, Σαλύνθιος) fou rei dels agreis (agraeis) i va donar una gran recepció als enviats peloponesis que després de la batalla d'Olpes (Olpae) el 426 aC havien abandonat als seus aliats ambraciotes i s'havien garantit la seva pròpia seguretat mitjançant un acord amb Demòstenes, general atenenc. El 424 aC Demòstenes va enviar el territori del rei, i el va sotmetre.